# D'Coque
 (janvier 2017).
Le Centre national sportif et culturel, plus connu sous le nom Coque, est une arène d'intérieur au Kirchberg, un quartier de la Ville de Luxembourg, dans le sud du Luxembourg.
En 2002, le Centre sportif naît d'une volonté d'offrir au public et aux athlètes luxembourgeois des infrastructures sportives de haut niveau, venant s'ajouter à la piscine olympique qui existait depuis 1982 pour ne former aujourd'hui qu'une seule entité.
La Coque est aujourd'hui le plus grand complexe sportif du Luxembourg, avec une capacité d'accueil de plus de 10.000 spectateurs. De nombreux événements sportifs s'y déroulent tout au long de l'année, tels que des matchs et compétitions nationalaux et internationaux de natation, de basket-ball, de handball, de volleyball, de gymnastique, de tennis de table et d'arts martiaux.
La Coque a accueilli le Final 4 du Championnat d'Europe de volley-ball féminin 2007 et la Coupe du monde d'escrime en 2009, ainsi que les Jeux des petits États d'Europe (JPEE) en 2013 avec les disciplines de basket-ball, volley-ball, tennis de table et de natation sportive. 
La Coque a accueilli également de nombreux événements culturels, avec des personnes de prestige tels que le Dalaï-Lama ou Elton John,.  
Depuis 2017, le centre est desservi par le Tramway de Luxembourg, avec l'arrêt "Coque" situé juste devant ses portes.

## Histoire

### Planification
Les plans d'un ambitieux centre sportif national, dans le cadre d'un programme sportif national plus large au Luxembourg, ont commencé dans les années 1960. L'objectif déclaré du gouvernement de l'époque étant de pouvoir rivaliser d'autres projets sur la scène internationale. En juillet 1969, Gaston Thorn, alors ministre de l'Éducation physique et des Sports, organise une table ronde avec les parties prenantes, où l'opinion la plus répandue est que des installations sportives modernes devraient être disponibles et facilement accessibles aux athlètes et à la population luxembourgeoise de tous les niveaux et de tous les âges.
En février 1974, l'architecte français Roger Taillibert présente ses plans pour une piscine et une arène sportive futuristes, qui pourraient représenter l'esprit du désir de l'État luxembourgeois de construire un lieu public dédié à ses ambitions sportives. Les planificateurs de l'État décident de construire le site sur le plateau du Kirchberg, qui était à l'époque une ancienne terre agricole en grande partie inexploitée. Cette décision s'explique notamment par le fait que le terrain était bon marché et facilement disponible, par le désir de développement urbain de la région et par l'ambition de conserver et d'attirer les institutions des Communautés européennes (aujourd'hui Union européenne) installées dans la région. Le projet de complexe sportif se compose alors d'une piscine olympique et d'une arène couverte. Ces installations, faites de verre, de béton précontraint et de bois, devaient être encastrées et reliées par six coques géantes ou coques de cuivre renversées, d'où le nom communément donné au centre: d'Coque. Les projets de Tallibert sont alors fortement influencés par ses travaux en cours sur le Parc olympique de Montréal, construit pour les Jeux olympiques d'été de 1976. Les similitudes de conception, de matériaux et de style architectural sont particulièrement visibles lorsqu'on compare la Coque à son travail sur la piscine olympique, le stade et le vélodrome de Montréal (réaménagé depuis en biodôme).

### Construction
Le projet fut divisé en deux étapes, la priorité étant donnée à la piscine, dont la construction a débuté en 1974. Les premiers travaux de construction sont marqués par une rumeur dans la presse nationale selon laquelle la piscine olympique ne répondait pas aux exigences internationales d'une longueur de 50 mètres en raison d'erreurs de calcul lors de la phase de planification. Bien que cette rumeur se soit révélée fausse par la suite, des retards importants ont été enregistrés et la piscine est inaugurée avec du retard le 14 avril 1982. La controverse fut cependant de courte durée, les habitants, les professionnels du sport et les amateurs étant enthousiasmés par la qualité des installations.
Tout au long des années 1980, en raison du climat économique, les fonds publics manquent pour financer les travaux de la deuxième phase du projet. En outre, les habitants, responsables politiques et planificateurs expriment le souhait que les plans soient modifiés pour permettre à la salle d'athlétisme couverte d'être utilisée non seulement comme une salle de sport, mais également comme lieu culturel.
À la suite d'un redressement des finances luxembourgeoises, la Chambre des députés approuve l'allocation d'environ 2,5 milliards de francs (62 millions d'euros) pour la deuxième phase. Les travaux débutent pour de bon en 1997, avec la participation de Robert Goebbels, alors ministre des Travaux publics, et de Georges Wohlfart, ministre des Sports, à la cérémonie de pose de la première pierre. En 2000, le Centre national sportif et culturel, dont la dénomination est désormais officielle, se voit doter de la personnalité juridique en tant qu'organisme public nécessaire à la réalisation de ses objectifs. Le nouveau bâtiment, qui comprend des rénovations de la piscine et des structures existantes, afin de permettre leur intégration harmonieuse, a été achevé en 2002. Désormais, en plus du Centre Aquatique, le bâtiment abrite un Centre de Détente, une Arena - piste d'athlétisme intérieure - un restaurant, un Mur d'Escalade, une salle de gym "Studio", le High Performance Training & Recovery Center - un centre pour athlètes d'Élite, un espace d'entraînement de Tennis de Table, un bassin d'entraînement sous-terrain, un DOJO et d'autres terrains sportifs, des espaces événementiels et Business tels qu'un Amphithéâtre, des galeries, ou encore des salles de réunion, et un hôtel de 36 chambres. 

### FondsKirchberg
Les travaux de la deuxième phase ont coïncidé avec d'autres développements sur le Kirchberg, promus par le FondsKirchberg, un organisme de développement urbain. Il s'agit notamment de l'aménagement de la N51, qui borde le sud du centre sportif pour devenir l'avenue John F. Kennedy, embellie, avec deux voies de bus séparées (dont l'une a été convertie plus tard en voie de tramway) et de larges trottoirs pour piétons qui facilitent l'accès du public au centre sportif. Le déménagement de l'École européenne de Luxembourg sur un nouveau site au Kirchberg était également en cours, et la décision a été prise d'aménager le territoire situé entre la Coque et le nouveau campus pour créer un parc public, avec un lac artificiel et des jeux d'eau, ainsi qu'un petit amphithéâtre en plein air.